# Björn Lilius
Björn Thomas Lilius, född 2 juni 1970 i Helsingborg, är en svensk före detta fotbollsspelare som bland annat representerade Malmö FF, Helsingborgs IF och Östers IF.
Lilius var uttagen i den svenska truppen till OS 1992 i Barcelona men fick aldrig göra någon "riktig" A-landskamp.
1990 blev han utsedd till årets HIF:are.